# Union Sportive de Chantilly
El Unión Deportivo Chantilly es un club de fútbol de la comuna de Chantilly, Oise, Francia. Fue fundado en 1902 y actualmente juega en la Championnat National 2, la cuarta división en el fútbol francés.

## Palmarés
- DH Haute-de-France (1): 2020